# Vuelo 777 de BOAC
El vuelo 777 de BOAC fue un vuelo de la aerolínea civil British Overseas Airways Corporation programado desde el aeropuerto de Portela en Lisboa, Portugal, al aeropuerto de Whitchurch cerca de Bristol, Inglaterra, el 1 de junio de 1943. Fue atacado en la ruta por ocho alemanes Junkers Ju 88s y se estrelló en el Golfo de Vizcaya, causando la muerte de las 17 «almas a bordo». Hubo varios pasajeros notables, entre ellos el actor Leslie Howard. 
Abundan las teorías de que el avión, un Douglas DC-3, fue atacado porque los alemanes creían que el primer ministro británico Winston Churchill estaba a bordo. Otras teorías sugieren que el DC-3 fue atacado porque varios pasajeros, incluyendo a Howard, eran espías británicos. Durante la Segunda Guerra Mundial, aviones civiles británicos y alemanes operaron en las mismas instalaciones en Portela y el tráfico entrante y saliente fue visto por los Aliados y del Eje espías. La ruta de Lisboa-Whitchurch realiza con frecuencia agentes y escapatorias de prisioneros de guerra a Gran Bretaña. Mientras que las aeronaves que vuelan la ruta de Lisboa-Whitchurch quedaron sin ser molestados en el comienzo de la guerra, y ambas potencias aliadas y del Eje respetaron la neutralidad de Portugal, la guerra aérea sobre el Golfo de Vizcaya, al norte de España y en la costa oeste de Francia, había comenzado a calentarse en 1942, y el Douglas DC-3 perdió en este ataque, había sobrevivido dos veces los ataques de los combatientes de Luftwaffe en noviembre de 1942 y abril de 1944.

## Antecedentes históricos
Al estallar la guerra en Europa, los británicos del Ministerio del Aire prohibieron los vuelos privados y la mayoría de los servicios aéreo nacionales. Imperial Airways y British Airways Ltd, en el proceso de ser fusionados y nacionalizados como BOAC, fueron evacuados del Aeródromo Croydon y del Aeródromo esto a Whitchurch, fuera de Bristol. Después de la caída de Noruega, los Países Bajos, Bélgica y Francia, y de la entrada de Italia en la guerra, solo Suecia, Irlanda y Portugal se mantuvieron como destinos europeos para BOAC (EE. UU. fue solo dentro del alcance de los hidroaviones empire de BOAC por repostar en Terranova). En el Reino Unido, las aeronaves civiles se limitaron entre 1.000 y 3.000 pies (300 y 910 m) y solo podía volar durante el día para facilitar la identificación. El gobierno británico también restringió vuelos a los diplomáticos, militares, VIPs, y cualquier otra persona con la aprobación del gobierno. Durante varias semanas antes de la invasión alemana en los Países Bajos, KLM, la aerolínea Royal Dutch, operó dos veces por semana el servicio DC-3 directo sobre el agua desde Ámsterdam a Portugal evitando a franceses, el espacio aéreo británico y español para conectar con el nuevo servicio Panamericano del barco de vuelo desde los EE. UU. a Lisboa. Cuando Alemania invadió el país en mayo de 1940, KLM tuvo varios aviones en ruta fuera de los Países Bajos. Algunos lograron volar a Gran Bretaña, mientras que los otros se pararon en el este de Italia continuaron vinculando territorios británicos y holandeses desde Palestina hasta Indonesia (y Australia). El gobierno británico internó el avión holandés en el Aeropuerto Shoreham y después de las negociaciones del Ministerio y del gobierno holandés en exilio contratado a utilizar el avión anterior de KLM y las tripulaciones para sustituir el avión Havilland Albatross en un servicio regular entre Gran Bretaña y Portugal que comenzó BOAC en junio de 1940 del Aeródromo Heston. Después de la superación de las reservas iniciales sobre el uso de las tripulaciones holandesas, se utilizaron equipos de todo holandés, aunque los vuelos utilizan los números de vuelo BOAC y manejo de pasajeros. El contingente KLM se encontraba en la base de Whitchurch BOAC. El servicio de UK- Lisboa operó hasta cuatro veces por semana. Desde el 20 de septiembre de 1940, los pasajeros fueron trasladados desde Whitchurch (aunque Heston continuó como el terminal de Londres para KLM a partir del 26 de junio al 20 de septiembre de 1940), y para Lisboa, se utilizó la pista de aterrizaje de hierba antes de la guerra en Sintra hasta octubre de 1942, cuando la nueva pista estaba lista en el aeropuerto de Portela, en el extremo norte de Lisboa. Para junio de 1943, en más de 500 vuelos, KLM / BOAC había llevado 4.000 pasajeros. Originalmente, las aerolíneas para cinco Douglas DC-3 y un Douglas DC- 2 estaban disponibles, pero con la pérdida de un DC- 3 el 20 de septiembre de 1940 en un accidente de aterrizaje en Heston y la destrucción de otro DC- 3 en noviembre de 1940 por los bombardeos de la Luftwaffe en Whitchurch, solo cuatro aviones se mantuvieron : DC- 2 G- TCGH Edelvalk (ex -PH- ALE) , DC- 3 G- AGBD Buizerd (ex -PH -ARB ), DC- 3 G- Agbe Zilverreiger (ex -PH- ARZ ) y DC- 3 G- AgBB Ibis (ex -PH- ALI ). En 1939, con tensiones de guerra en Europa cada vez mayor, KLM había pintado sus DC -2 y DC-3 de color naranja brillante para marcarlas claramente como aviones civiles. BOAC repintó la aeronave en camuflaje, con marcas de civiles británicos y rayas rojo/blanco/azul, como todas las aeronaves BOAC, pero sin la bandera de la Unión. Posteriormente fueron marcadas con sus nombres de aves holandesas bajo las ventanas de la cabina. Los interiores se mantuvieron en colores KLM y marcas. Aviones civiles británicos y alemanes operaron desde las mismas instalaciones de Portela y el tráfico fue visto por espías aliados y del Eje, entre ellos británicos, alemanes, soviéticos y americanos. Este fue especialmente el caso de la ruta de Lisboa- Whitchurch, quien frecuentemente llevó a agentes y prisioneros de guerra a Gran Bretaña. Espías alemanes fueron publicados en las terminales para registrar quien estaba a bordo y salidas de vuelos en la ruta Lisboa-Whitchurch. Harry Pusey, oficial de operaciones de BOAC en Lisboa entre 1943 y 1944 describió el área «como Casablanca, sino veinte veces». 

### Previos ataques en el mismo avión
La mayoría de las aeronaves que vuelan la ruta Lisboa-Whitchurch quedaron sin ser molestados desde el comienzo de la guerra. Ambas potencias aliadas y del Eje respetaron la neutralidad de países como Portugal, Suecia y Suiza, y se abstuvieron de atacar a los vuelos dentro y fuera de esas naciones. Sin embargo, la guerra por el Golfo de Vizcaya, al norte de España y en la costa oeste de Francia, comenzó a calentarse en 1942. Los alemanes abrieron el Comando Atlántico en Merignac, cerca de Burdeos y Lorient a atacar barcos aliados. En 1943, la lucha por la zona se intensificó y la RAF y Luftwaffe vio aumento de las pérdidas. Esto significó un aumento de peligro para las aeronaves BOAC corriendo Lisboa-Whitchurch. El 15 de noviembre de 1942, el G- AgBB Ibis, el avión de KLM más tarde fue destruido, en la derribada del vuelo 777- A, fue atacado por un solo Messerschmitt Bf 110 de combate, pero fue capaz de cojear a Lisboa, donde se llevaron a cabo las reparaciones. El daño sufrido por cañones y ametralladoras incluyendo el ala de babor, góndola del motor y el fuselaje. El 19 de abril de 1943, el mismo avión fue atacado de nuevo en las coordenadas 46 Norte, 9 oeste, por un alemán de seis combatientes Bf 110. El Capitán Koene Dirk Parmentier evadió a los atacantes por la caída de 50 pies sobre el océano y luego subir fuertemente entre las nubes. El Ibis nuevamente sufrió daños en el puerto alerón, por una metralla en el fuselaje y un depósito de combustible agujereado. Un nuevo extremo del ala fue trasladado en avión a Lisboa para completar las reparaciones. A pesar de estos ataques, KLM y BOAC continuó a volar en la ruta de Lisboa- Whitchurch.
Aunque todavía había otros dos KLM DC-3 y uno de KLM DC-2 en uso por BOAC en la misma ruta solo el G- AgBB Ibis fue atacado.

## Detalles de vuelo

### Aeronaves y tripulación
El Douglas DC-3-194 fue el primer DC-3 entregado a KLM el 21 de septiembre de 1936 y originalmente llevaba el número de matrícula PH-ALI y fue nombrado Ibis, ave venerada en el mundo antiguo. En la tarde del 9 de mayo de 1940, el día antes de la invasión alemana a los Países Bajos, el DC-3 llegó a Shoreham en un vuelo regular desde Ámsterdam con el capitán Quirino Tepas. Después de la invasión alemana, la aeronave y su tripulación recibieron instrucciones de permanecer en la Gran Bretaña. El 25 de julio de 1940, el número de registro fue cambiado a G- AgBB y el avión estaba camuflado en el esquema de la Real Fuerza Aérea de color marrón-verde estándar del tiempo. Había cuatro tripulantes holandeses en el vuelo: el capitán Quirino Tepas OBE; En segundo estaba al mando, el capitán Dirk de Koning (también a bordo en el primer ataque el 15 de noviembre de 1942); operador de telefonía móvil, Cornelis van Brugge (también conocido de la carrera de Londres- Melbourne) y el ingeniero de vuelo Engbertus Rosevink. La mayoría de los miembros de la tripulación fueron desviados a Inglaterra en sus aviones después de la invasión alemana a los Países Bajos, y algunos de ellos se asentaron en la zona de Bristol.

### Lista de pasajeros
La lista de pasajeros incluyó escenario y actor de cine Leslie Howard; Alfred T. Chenfalls, amigo y contador de Howard; el periodista británico Kenneth Stonehouse, corresponsal en Washington D. C. de la agencia de noticias Reuters, y su esposa Evelyn Peggy Margetts Stonehouse; Mrs. Rotha Hutcheon y sus hijas, Petra 11, y Carolina 18 meses; la Sra. Cecelia Emilia Falla Paton; Tyrrell Mildmay Shervington, director de Shell-Mex Oil Company en Lisboa; Iván James Sharp, alto funcionario de la Corporación Comercial del Reino Unido (UKCC) que asistió a las reuniones en las mañanas de los martes en el Ministerio de Guerra Económica y fue comisionado por el gobierno para la compra de «tungsteno» para el esfuerzo de guerra; Wilfrid B. Israel, un activista británico-judío prominente que trabaja para salvar Jewsfrom el Holocausto; el alemán Francis Cowlrick; y Gordon Thompson MacLean. El Vuelo 777 estaba lleno y varias personas fueron devueltas, incluyendo el líder del escuadrón británico Wally Lashbrook. Tres personas sentadas en el DC-3 desembarcaron antes de la salida. Derek Partridge, el joven hijo de un diplomático británico y Dora Rove, su niñera, fueron «sacados» para dar cabida a Howard y Chenhalls, que solo habían confirmado sus boletos a las 5 p. m. de la noche antes del vuelo y cuyo estado de prioridad les permitió tener ventaja sobre otros pasajeros. Un sacerdote católico también dejó la aeronave después de embarcar en ella; hasta la fecha, la identidad del sacerdote sigue siendo desconocido. Después de la guerra, el actor Raymond Burr erróneamente afirmó que él estuvo casado brevemente con una actriz escocesa llamada Annette Sutherland, quien murió en el vuelo 777. Sin embargo, el biógrafo de Burr, Ona L. Hill escribe que «nadie con el nombre de Annette Sutherland Burr fue catalogado como un pasajero en el avión». 

#### Leslie Howard
La intriga más intensa rodeó al actor Leslie Howard, quien se encontraba en la cima de su carrera y tenía la fama mundial después de clásicos cinematográficos como «La pimpinela escarlata» (1934) y «Lo que el viento se llevó» (1939). Aparte de los elogios de pantalla Howard fue premiado por el gobierno británico por su propaganda antinazi y un número de películas producidas en apoyo del esfuerzo de guerra, en particular «Pimpernel Smith» (1941). Durante las semanas anteriores a su muerte, Howard estaba en España y Portugal en una gira de conferencias por promover la lámpara aún arde. Lo que se sabe acerca de este viaje es que el Consejo Británico invitó a Howard a la gira y que después de reparos iniciales, recibió un mayor estímulo del Secretario de Relaciones Exteriores británicas, Anthony Eden. Una recepción restauradora se estaba estableciendo por Leslie Howard en el aeródromo de Whitchurch para su llegada; el jefe de KLM dio instrucciones a los servicios de restauración para detener la preparación cuando llegó la noticia de que la aeronave había sido atacada por los cazas alemanes sobre la Bahía de Vizcaya .

#### Tyrrell Mildmay Shervington
Citado anteriormente como director de Shell-Mex Oil Company en Lisboa, pero Shervington era también agente H.100 del Ejecutivo de Operaciones Especiales en su funcionamiento Ibérica. José Antonio Barreiros sugiere que Shervington era el objetivo real del ataque y no Howard.

#### Wilfrid B. Israel
Otro pasajero fue Wilfrid B. Israel, miembro de una importante familia judía británica y un partidario del sionismo, que tenía estrechos vínculos con el gobierno británico. El 26 de marzo de 1943, se fue a Gran Bretaña por Portugal y pasó dos meses investigando la situación de los judíos en España y Portugal. Al final de su viaje, Israel se encontró nada menos que 1.500 refugios de judíos en España, muchos de los cuales él ayudó en la obtención de certificados de Palestina. Antes de que Israel salió de la península, propuso un plan para el gobierno británico para ayudar a los refugios de judíos en España.

## Despegue y vuelo
El 1 de junio de 1943 el vuelo de BOAC de Lisboa a Whitchurch fue asignado al Ibis y dado el número de vuelo 777-A. El vuelo estaba programado para despegar a las 07:30 GMT, pero se retrasó cuando Howard salió de la aeronave para recoger un paquete que había dejado en la aduana. A las 07:35 GMT, el vuelo 777-A partió del aeropuerto de Portela en Lisboa. Whitchurch recibió un mensaje de salida y un contacto regular continuo por radio hasta las 10:54 GMT. En ese momento, mientras que el DC-3 fue de alrededor de 200 millas (320 kilómetros) al noroeste de la costa de España, Whitchurch recibió un mensaje de que el DC-3 estaba siendo seguido y que fue atacado a balazos en 46.54 N, 09.37 GMT. Poco después, el avión se estrelló y se hundió en el Atlántico, en San Andrés de Teixido Galicia. Al día siguiente BOAC emitió un comunicado: El British Overseas Airways Corporation lamenta anunciar que una aeronave civil en el paso entre Lisboa y el Reino Unido está atrasado y que se presume perdido. El último mensaje recibido de la aeronave declaró que estaba siendo atacado por un avión enemigo. El avión llevó a 13 pasajeros y una tripulación de cuatro personas. -Los familiares han sido informados- The Times.

## Cuentas de medios de comunicación
The New York Times informando desde Londres, anunció, en su edición de 3 de junio de 1943 que: «un avión de transporte British Overseas Airways, con el actor Leslie Howard informó entre sus 13 pasajeros, fue oficialmente declarado vencido y se presume perdido hoy ...». En su comunicado diario, transmitido desde Berlín y grabado por The Associated Press, los alemanes dijeron: «Tres enemigos bombarderos y uno de transporte fueron derribados por aviones de reconocimiento alemanes en el Atlántico». En su edición del 14 de junio de 1943 , la revista Times realizó una breve historia sobre el derribo del vuelo 777 de BOAC. La información más valiosa de ese artículo los detalles de la emisión de radio definitiva del piloto holandés. «Estoy siendo seguido por aviones extraños. Poniéndome en mejor velocidad.... estamos siendo atacados. Cañones de conchas y trazadores atraviesan el fuselaje. Ondeada de salto y haciendo todo lo posible». La noticia de la muerte de Howard fue publicado en la misma edición de The Times que informó de la «muerte» del mayor William Martin, el arenque rojo que se usa en la trampa involucrada en la Operación carne picado.

### Cuenta de los pilotos alemanes
Una de las versiones más detalladas del ataque fue revelado en Bloody Vizcaya: La historia de la V Gruppe / Kampfgeschwader 40 por Christopher H. Goss. Este libro afirma que el Vuelo 777 de BOAC no estaba dirigido intencionalmente y en cambio se disparó accidentalmente cuando fue confundido con un avión militar de los Aliados. La cuenta está formada por el análisis del autor de los hechos y las entrevistas, realizadas décadas después de que la guerra terminó, con algunos de los pilotos alemanes involucrados en el ataque. Según este relato, ocho Junkers del bombardero marítimo principal de la Luftwaffe, Kampfgeschwader 40, despegó de Burdeos en 1.000 horas locales para encontrar y escolta dos submarinos; estos aviones pertenecían al grupo de cazas de largo alcance conocido como V Gruppe de Kampfgeschwader. Se conocen los nombres de cuatro de los ocho pilotos: Staffelführer Oberleutnant (Oblt) Herbert Hintze, teniente Max Wittmer-Eigenbrot, Oblt Albrecht Bellstedt y Oberfeldwebel (Ofw) Hans Rakow. Los pilotos afirman que antes de salir no tenían conocimiento de la presencia de la Estrategia de Lisboa vuelos a Whitchurch. Debido al mal tiempo se realiza la búsqueda de los submarinos con una búsqueda general de los combatientes. A las 12:45 horas, el vuelo 777 de BOAC fue visto en P/Q 24W/1785 hacia el norte. Aproximadamente cinco minutos después, los 88s Ju atacaron. Hintze volvió a contar su relato de Goss como el siguiente: «La 'silueta gris' de un avión fue visto desde 2.000-3.000 metros (6,600-9,800 pies) y sin marcas se podría ver, pero por la forma y la construcción del avión que obviamente era enemigo». Bellstedt comunicó por radio: «los indios a las 11 en punto, AA (código de aviones enemigos por delante ligeramente hacia la izquierda, ataque, ataque)». El vuelo BOAC 777 fue atacado desde arriba y abajo por los dos 88s Ju asignadas a una posición alta durante el vuelo, y el motor de babor y el ala se incendió. En este punto Heintze líder de vuelo, a la cabeza de los otros seis Ju 88s, arrebatado hasta el DC-3 y reconoció la aeronave civil, llamó inmediatamente al ataque, pero la quema de DC-3 ya estaba muy dañado con el puerto fuera del motor. Tres paracaidistas salieron del avión en llamas, pero sus rampas no se abrieron como si estuvieran ardiendo. El avión luego se estrelló en el océano, donde flotaba y luego se hundió. No había señales de sobrevivientes. Hintze establece que todos los pilotos alemanes involucrados expresaron su pesar por el derribo de un avión civil y era «más enojo» con sus superiores por no informarles de que había un vuelo programado entre Lisboa y Gran Bretaña. Goss escribe que los registros oficiales alemanes respaldan la cuenta de Hintze que Staffel 14/KG 40 estaba llevando a cabo las operaciones normales y que se produjeron los acontecimientos del día, porque el submarino no se pudo encontrar. Llegó a la conclusión de que «no hay nada que probar que [los pilotos alemanes] fueron deliberadamente con el objetivo de derribar el desarmado DC-3». Este relato de los pilotos alemanes y conclusiones de Goss son desafiados por algunas autoridades. La versión de Hintze se complementa con la investigación de Ben Rosevink, un técnico de investigación que se retiró a laUniversidad de Bristol, y el hijo de BOAC vuelo 777 ingeniero de vuelo Engbertus Rosevink. En la década de 1980, Rosevink buscó y entrevistó a tres de los pilotos alemanes involucrados en el ataque, incluyendo a la persona encargada de abrir fuego en el vuelo BOAC 777.  En una entrevista del 2010 con el Bristol Evening Post , Rosevink declaró que estaba convencido de la veracidad de la cuenta alemana. Al día siguiente, una búsqueda en el Golfo de Vizcaya fue realizado por "N/461", un corto Sunderland barco de vuelo de la Fuerza Aérea Real Australiana 461 Escuadrón. Cerca de las mismas coordenadas donde fue derribado el DC-3, el Sunderland fue atacado por ocho V/KG40 Ju 88s y después de una furiosa batalla, logró derribar a tres de los atacantes, marcando un período adicional de tres «possibles», antes de un aterrizaje forzoso en Penzance. A raíz de estas dos acciones, todos los vuelos de BOAC de Lisboa fueron redirigidos y operadas posteriormente en solo amparo de la oscuridad.

## Teorías para el ataque
Hay varias teorías en cuanto al Vuelo BOAC 777 fue derribado por los pilotos alemanes. Todo esto contradice las afirmaciones de los pilotos alemanes que no recibieron la orden de derribar el avión de pasajeros, ya sea porque las teorías se formularon antes de que se registraron los testimonios de los pilotos alemanes en la década de 1990, o porque los autores no creen las cuentas alemanas. Churchill intento de asesinato. La teoría más popular que rodea el derribo del vuelo BOAC 777 es que la inteligencia alemana creyó erróneamente que Winston Churchill estaba en el vuelo. Esta teoría apareció en la prensa pocos días del incidente, que fue apoyado por el propio Churchill. A finales de mayo de 1943, Churchill y el secretario de Relaciones Exteriores, Anthony Edén, viajaron a África hacia el Norte para una reunión con en general de los Estados Unidos Dwight D. Eisenhower. El gobierno alemán estaba ansioso por asesinar a Churchill en su vuelo de regreso a casa, y supervisan los vuelos dentro y fuera de la región por el caso de que el primer ministro trató de colarse en casa a bordo de un avión civil. Este escenario era plausible como Churchill voló a Gran Bretaña desde Bermuda en enero de 1942 a bordo de un vuelo de una aerolínea comercial regular. Circularon rumores desde principios de mayo que Churchill que podía volar a casa desde Lisboa. Algunos han dicho que estos rumores fueron plantados por el Servicio Secreto de Inteligencia británico con el fin de desenmascarar el itinerario de viaje de Churchill. De acuerdo con la teoría de asesinato Churchill, ya que los pasajeros fueron embarcados en el vuelo BOAC 777, los agentes alemanes descubrieron lo que Churchill describió en sus memorias como «un hombre corpulento que fuma un cigarro», a quien confundieron con el Primer Ministro. Este hombre era posteriormente identificado como Alfred T. Chenhalls, contador de Howard y compañero de viaje corpulento. Además, algunos han especulado que el alto y delgado Howard pudo haber sido confundido con el inspector Walter H. Thompson, la guardia personal de Churchill que tenía una apariencia física similar.  Existe una versión aún más elaborada de esta teoría que postula Chenhalls que fue empleado por el gobierno británico como «doble deliberada» Churchill y Howard abordaron el Vuelo BOAC 777 sabiendo que iban a morir. Una versión alternativa de esto es que el gobierno británico había interceptado mensajes alemanes a través de la Ultra código de romper operaciones, pero no pudo notificar al Vuelo BOAC 777 por temor a comprometer el uso de mensajes Ultra descifrados.  Tanto el vuelo 777 (1957), un libro de Ian Colvin sobre el incidente, y «En busca de mi padre» (1981), por el hijo de Leslie Howard Ronald Howard, dan crédito a la idea de que el vuelo BOAC 777 fue derribado debido a que los alemanes pensaban que Churchill estaba en el vuelo. Churchill pareció aceptar esta teoría en sus memorias, a pesar de que es extremadamente esta crítica de los pobres de inteligencia alemán los llevó al desastre. Él escribió: «La brutalidad de los alemanes solo fue igualada por la estupidez de sus agentes. Es difícil entender cómo alguien podía imaginar que con todos los recursos de la Gran Bretaña a mi disposición debería haber reservado un pasaje en un desarmado y sin escolta avión de Lisboa y volado a casa en plena luz del día». Como lo fue, Churchill viajó de regreso a Gran Bretaña a través de Gibraltar, con salida en la tarde del 4 de junio de 1943 en un convertido Consolidado transporte B-24 Liberado y llegar a Gran Bretaña a la mañana siguiente. En la serie de televisión de la BBC, el guardaespaldas de Churchill (emisión original de 2006), se sugirió que (Abwehr) la inteligencia de los alemanes agentes estaban en contacto con los miembros de la marina mercante de Gran Bretaña y se les informó de la salida y la ruta de Churchill. Espías alemanes miraron los campos de aviación de los países neutrales que pueden haber confundido Howard y su entrenador, mientras que abordaron el avión, para Churchill y su guardaespaldas. Los Guardaespaldas de Churchill señalaron que Thompson escribió que Winston Churchill, a veces parecía clarividente sobre presuntas amenazas a su seguridad, y la actuación en una premonición, él cambió su salida hasta el día siguiente. El quid de la teoría postula que Churchill le pidió a uno de sus hombres para manipular un motor de su avión, dándole una excusa para no viajar en ese momento. La especulación por los historiadores también se ha centrado en que los descifradores británicos habían descifrado varios mensajes secretos que detallaron el plan de asesinato. Churchill quería proteger cualquier información que fuera descubierta por los descifradores de códigos para que el Oberkommando der Wehrmacht no sospecharan que sus máquinas de Enigma fueron comprometidas. Aunque la inmensa mayoría de la documentación publicada del caso rechaza esta teoría, sigue siendo una posibilidad. Coincidentemente, en el momento que de despegó Howard y la trayectoria de vuelo fue similar a la de Churchill, por lo que es fácil para los alemanes confundir los dos vuelos. 

### Leslie Howard: espía
Varios libros exhaustivamente investigados centrados en el vuelo 777, incluyendo «Vuelo 777» (Ian Colvin, 1957) y «En busca de mi Padre»: Un Retrato de Leslie Howard (Ronald Howard, hijo de Leslie, 1984), concluyen que los alemanes tenían casi toda seguridad a disparar por el DC-3 con el fin de matar a Howard a sí mismo. Howard había estado viajando a través de España y Portugal, aparentemente dando conferencias sobre el cine, sino también cumplir con los propagandistas locales y reforzar el apoyo para las causas del aliado. Los alemanes, con toda probabilidad sospechaban aún más subrepticia de actividades ya que los agentes alemanes estaban activos en toda España y Portugal, al igual que en Suiza, era una encrucijada para las personas de ambos lados del conflicto, pero aún eran más accesibles a los ciudadanos aliados. James Oglethorpe, un historiador británico especializado en la Segunda Guerra Mundial, ha investigado la conexión de Leslie a los servicios secretos. El libro de Ronald Howard, en particular, explora en detalle las órdenes alemanas por escrito a la Ju 88 Staffel con sede en Francia, asignado a interceptar la aeronave, así como los comunicados en el lado británico que verifican los informes de inteligencia de la época que indican un ataque deliberado contra Howard. Estas cuentas también indican que los alemanes estaban al tanto del paradero de Churchill en el momento y no eran tan ingenuos como para creer que estaría viajando solo a bordo de una aeronave civil sin escolta y sin armas, que Churchill también reconoció como improbable. Howard y Chenhalls no habían reservado el vuelo, y usaron su estatus prioritario a tener pasajeros retirados del avión completamente reservado. De los 13 viajeros a bordo, la mayoría de ellos eran ejecutivos británicos con lazos empresariales a Portugal, o funcionarios del gobierno británico comparativamente más bajos del ranking. También había dos o tres hijos de personal militar británico. Aunque ostensiblemente en las giras de buena voluntad «actor» a instancias del Consejo Británico, las actividades de recolección de inteligencia de Howard habían despertado el interés alemán. La oportunidad de desmoralizar a Gran Bretaña con la pérdida de una de sus figuras patrióticas más abiertamente, podría estar detrás del ataque de la Luftwaffe. Ronald Howard estaba convencido de la orden de derribar avión de Howard, vino directamente de Joseph Goebbels, ministro de Instrucción Pública y Propaganda en la Alemania nazi, que había sido ridiculizado en una de las películas de Howard y que creía que Howard era el propagandista británico más peligroso. Un libro de 2008 por el escritor español José Rey Ximena afirma que Howard estaba en un alto secreto misión de Churchill para disuadir Francisco Franco, Jefe de Estado autoritario y dictador de España, se unan a las potencias del Eje. A través de una antigua novia (Conchita Montenegro), Howard tuvo contactos con Ricardo Giménez-Arnau, quien en ese momento era un joven muy humilde, diplomático en el Ministerio de Asuntos Exteriores español. Otra prueba más de antecedentes circunstanciales se reveló en 2009 la biografía de Jimmy Burns, de su padre, jefe de espías Tom Burns. Según el autor William Stevenson en un hombre llamado intrépido, su biografía de Sir William Samuel Stephenson (sin parentesco), el alto representante de la Inteligencia Británica para el hemisferio occidental durante la Segunda Guerra Mundial, Stephenson postula que los alemanes sabían acerca de la misión de Howard y ordenó el avión derribado. Stephenson afirmó además que Churchill sabía de antemano de la intención alemana de derribar el avión, pero decidió que pueda proceder para proteger el hecho de que los británicos habían roto el código del Enigma alemán. 

### Asesinato de Leslie Howard, la figura de la propaganda
La teoría de que Leslie Howard fue blanco de un asesinato debido a su papel como un antinazi, su figura propaganda es apoyado por el periodista y profesor de derecho de Donald E. Wilkes Jr. Wilkes escribe que Joseph Goebbels podría haber preparado el derribo del vuelo 777 de BOAC porque estaba «furioso» por la propaganda de Howard y fue el «peor enemigo» de Howard. El hecho de que Howard era judío reforzaría solo esta teoría. De hecho, la maquinaria de propaganda de Alemania se movió ante la muerte de Howard y el periódico de propaganda Joseph Goebbels Der Angriff («el ataque») tituló «Pimpinela Howard ha hecho su último viaje», que era una referencia tanto en la 1934 película «El Pimpinela Escarlata», donde el actor desempeñó un héroe británico misterioso que secretamente guardados ciudadanos franceses desde el reinado del terror y de la película de 1941 rama Pimpernel Smith protagonizada por Howard como un profesor que rescata a las víctimas de la persecución nazi.

### Howard confundido por RJ Mitchell
Una de las teorías menos creíbles que circularon en aquel momento fue la de Harry Pusey. Antes del atentado contra el vuelo 777 de BOAC, la película «El Primero de los Pocos», sobre la vida de R. J. Mitchell, el ingeniero del Supermarine Spitfire, se proyectaba ampliamente en los cines de Lisboa y Howard la había interpretado como Mitchell. Los rumores en las calles de Lisboa sostenían que agentes alemanes habían confundido a Howard con Mitchell y ordenaron el derribo del avión. Pusey desmintió esta teoría: «Pero uno habría pensado que alguien de la inteligencia alemana sabría que Mitchell había muerto en 1937, ¿no?». La biografía de 2010 de Estel Eforgan, Leslie Howard: The Lost Actor, examina la evidencia actualmente disponible y concluye que Howard no era un objetivo específico, corroborando las afirmaciones de fuentes alemanas de que el derribo fue «un error de juicio».

## Legado del desastre
El derribo del vuelo BOAC 777 provocó titulares en todo el mundo y se había generalizado el dolor público, especialmente por la pérdida de Leslie Howard, que se promociona como un mártir. El gobierno británico condenó el derribo de Vuelo BOAC 777 como un crimen de guerra. La atención se centró en otros acontecimientos. Sin embargo, dos auténticas obras examinadas por las circunstancias del derribo de Vuelo BOAC 777: en 1957, el periodista Ian Colvin del libro «Desastre entitled Flight 777»: El Misterio de Leslie Howard y en 1984, hijo de Howard, Ronald Howard, escribió una biografía de su padre, incluyendo una cuenta de la muerte de su padre. En 2003, en el 60 aniversario del derribo del vuelo 777, un par de documentales de televisión sobre el tema fueron puestos en libertad: la serie de la BBC y el Canal de Historia de Vanishings, Leslie Howard, estrella de cine o espía?. En 2009, el nieto de Iván Sharp, quien vive en Norwich y tiene una placa conmemorativa de la tripulación y los pasajeros del Vuelo 777 a BOAC se dedica en el Aeropuerto de Lisboa. El 1 de junio de 2010, la misma placa, pagada por Sharp, fue descubierta en Whitchurch aeropuerto de Bristol y una breve memoria de sus familiares y amigos de los muertos en el vuelo. Una película documental Leslie Howard: «Una muy notable Vida» (2009), que incluye un comentario sobre el malogrado vuelo, fue narrado por Derek Partridge, quien a la edad de siete años dio su asiento en BOAC vuelo 777 de Leslie Howard y Alfred T. Chenhalls y más tarde en la vida, se convirtió en una televisión y actor pantalla.